# ヴェルタース オリジナル

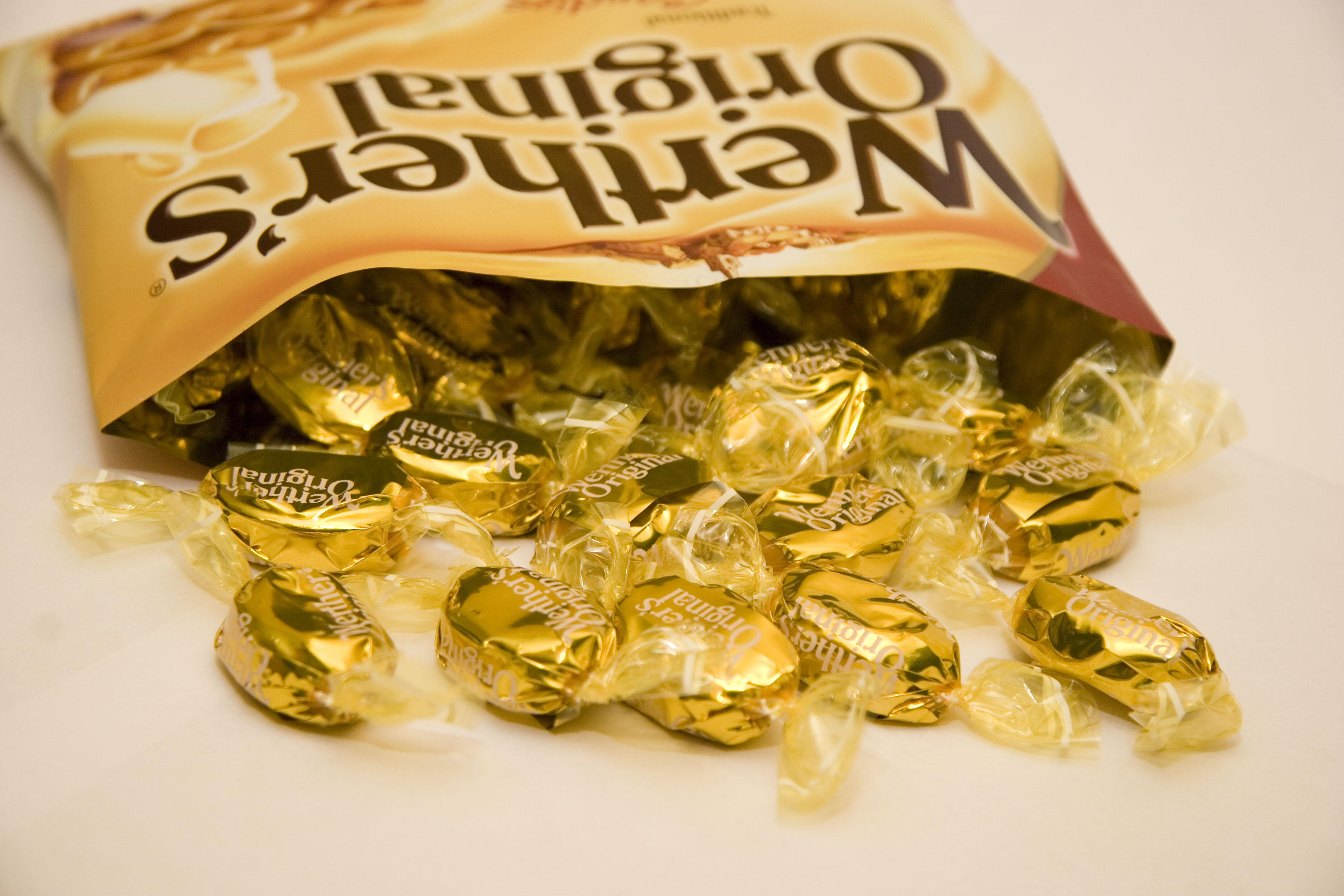
ヴェルタース オリジナルを開けたところ。

ヴェルタース オリジナル（Werther's Original）は、ドイツのストーク社から発売されている飴菓子。日本では森永製菓から発売。
ストーク社は1903年に設立され、Werther's Echteの名で1969年からキャンディーを販売している。一部の国ではキャラメルも販売されている。
バターと生クリームを砂糖と水あめとともに煮詰め、冷やし固めたタフィーと呼ばれる伝統的な製法の菓子で、ドイツのヴェルター村で作られたことからその名前がついたとされる。甘くてクリーミィで素朴な味わいが印象的。食塩が入っているため、甘さの中に少し塩味がする。
Werther's Originalの名称は、国際進出のために1990年代に採用されたもの。旧名（Werther's Echte）のEchteはドイツ語で「本物の」を意味する。

## CM
本国版のテレビCMは、白髪にひげを蓄えている老人が登場し、孫を抱きかかえながら自身のヴェルタース オリジナルの思い出を語るというものである。公式回答によると、この白髪の男性は現在、所在不明となっており、また名前も不明である。
日本版のCMでは老人役はイギリスの俳優のアーノルド・ピーターズ（英語: Arnold Peters）が演じ秋元羊介が老人の吹き替えを担当している。